# Социофобия
Социофо́бия (от лат. socius «общий, совместный» + др.-греч. φόβος «страх»), социа́льная фо́бия, социа́льное трево́жное расстро́йство — тип тревожного расстройства, выражающийся излишним страхом или тревогой у человека, возникающими в одной или нескольких социальных ситуациях (например, беседа или какие-либо действия под наблюдением[уточнить]). 
Человек, который страдает этим социальным тревожным расстройством, боится, что его действия или выражение тревоги будут негативно оценены окружающими, и в результате стремится избегать ситуаций, в которых возникает страх или тревога. У страдающих этим расстройством симптомы проявляются минимум в течение нескольких месяцев и достаточно сильны, чтобы вызывать дистресс или приводить к нарушениям в важных сферах жизни.

## Введение
Подобные страхи могут быть вызваны воображаемым или действительным наблюдением со стороны. Человек с социофобией может осознавать, что его страхи общественного взаимодействия избыточны или беспричинны, однако их преодоление не становится от этого более лёгким. Некоторые люди, страдающие социофобией, опасаются широкого круга социальных ситуаций, в то время как другие — только специфичных, например таких, в которых необходимо проявить свои способности наилучшим образом.
В большинстве случаев социофобия начинает проявляться в раннем возрасте. 50 % страдающих этим заболеванием обнаружили его симптомы до достижения ими 11 лет, и 80 % — до достижения 20-летнего возраста. Поскольку болезнь начинает проявляться столь рано, возможно возникновение ещё и сопутствующих расстройств, таких как депрессия или злоупотребление наркотическими веществами. К психологическим симптомам социофобии, как правило, добавляются физиологические, такие как: покраснение кожных покровов, гипергидроз (потливость), тремор, учащённое сердцебиение, тошнота. Могут присутствовать ступор и быстрая, сбивчивая речь. В ситуациях, сопряжённых с сильным стрессом, возможны панические атаки. Ранняя диагностика обычно помогает минимизировать симптомы и избежать возникновения дополнительных (коморбидных) расстройств, таких как депрессия. Социофобию иногда называют «болезнью упущенных возможностей».

## История
Социофобия описывалась ещё Гиппократом. В «Корпусе Гиппократа» говорится, в частности:

Любит темноту и не любит свет или сидеть в освещённых местах; надвигает головной убор на лицо, чтобы по своей воле не видеть и не быть увиденным. Не пойдет в компанию из-за страха, что его обидят, высмеют, или он скажет или сделает что-то неуместное, или ему станет нехорошо. Он думает, что все на него смотрят.

## Лечение
Эффективным способом лечения является когнитивно-поведенческая психотерапия, особенно сочетание когнитивно-поведенческой групповой терапии с экспозицией. Производится постепенное привыкание к тем социальным ситуациям, которые вызывают у пациента тревогу и в которых ему следует предпринимать те или иные действия. Значительную роль в восстановлении навыков общения у пациентов, долгое время уклонявшихся от социальных контактов, играют лечебный поведенческий тренинг и ролевые игры. Когнитивные методы помогают пациенту восстановить чувство собственного достоинства и правильно относиться к реакции окружающих на его поведение. У пациента формируются новые мысленные установки при оценке ситуаций, провоцирующих тревогу и избавление от физических симптомов. Может применяться также релаксационная терапия:402.
Медикаменты могут применяться при категорическом отказе пациента от психотерапии, но их эффективность весьма ограничена и направлена, в основном, на устранение симптомов — тревоги и стресса. Внимание к социофобии выросло в последние годы, и были предложены также лекарственные методы:
- Антидепрессанты:
  - селективные ингибиторы обратного захвата серотонина (СИОЗС);
  - ингибиторы обратного захвата серотонина и норадреналина;
  - ингибиторы моноаминооксидазы (ИМАО): моклобемид.

Также при краткосрочном лечении социофобии применяются бензодиазепины, например, клоназепам. Несмотря на их эффективность на начальном этапе терапии, в дальнейшем рекомендован переход на другие препараты из-за риска возникновения депрессии и возможности физической зависимости. После отмены бензодиазепинов высок риск рецидива социофобии.

## Симптомы

### Когнитивные
Люди, страдающие социофобией, испытывают настоящий ужас от того, как они будут оценены сторонними наблюдателями. Они почти всегда слишком сосредоточены на самих себе — на том, как они выглядят, как себя ведут. Такие люди также, как правило, предъявляют повышенные требования к себе. Страдающий социофобией изо всех сил пытается произвести хорошее впечатление на окружающих, но при этом уверен, что не сможет этого сделать. Бесчисленное множество раз он может проигрывать в своей голове возможные сценарии развития ситуаций, провоцирующих у него тревогу, анализируя, где и что он мог сделать или сделал не так. Эти мысли могут быть чрезвычайно навязчивыми и терзать человека неделями после соответствующей стрессовой ситуации. Социофобы имеют неадекватное представление о самих себе и своих возможностях, они склонны видеть себя в плохом свете. Также есть данные о том, что память таких людей хранит в себе больше плохих воспоминаний (обычные люди быстрее забывают плохое).
Например, новый сотрудник в коллективе знакомится с будущими коллегами и во время своей речи случайно запинается. Если он социофоб, то после этого у него, скорее всего, появится сильная тревога и он будет думать о том, хорошее ли впечатление он произвёл; более того, память об этом событии сохранится и станет источником опасений в будущем.

### Поведенческие
Как уже говорилось выше, социофобия, или социально-тревожное расстройство, есть устойчивый страх широкого круга ситуаций, в которых человек оценивается окружающими, при этом он опасается создать у них плохое мнение о себе. Это состояние отличается от обычной «застенчивости» тем, что приводит к серьёзным нарушениям в жизни субъекта. Он начинает избегать любых контактов с людьми, особенно в малых группах; свиданий, вечеринок. Остерегается заговаривать с незнакомцами, посещать рестораны и так далее. Люди с социофобией опасаются глядеть в глаза собеседнику.
По мнению психолога Б. Ф. Скиннера, фобии, прежде всего, характеризуются избегающим поведением. Человек попросту начинает остерегаться любых ситуаций, провоцирующих у него тревогу.

### Физиологические
Физиологические эффекты, с которыми сталкиваются больные, схожи с наблюдаемыми при других расстройствах тревожного спектра. У взрослых это могут быть слёзы, избыточная потливость, тошнота, трудности с дыханием, дрожь в конечностях, изменения сердечного ритма, как результаты запуска реакции «бей или беги». Возможны расстройства походки (в ситуации если человек беспокоится, «правильно» ли он ходит), особенно проходя мимо группы людей. Невольное покраснение кожных покровов лица также является довольно распространённым симптомом среди страдающих социофобией. Все эти легко замечаемые окружающими физиологические реакции ещё больше усиливают тревогу в присутствии посторонних.
В американском Диагностическом и статистическом руководстве по психическим расстройствам 5-го издания (DSM-5) парурез (боязнь или невозможность мочеиспускания на людях) приводится как один из признаков, свойственных социофобам.

### Связь с другими расстройствами
Существует высокая степень коморбидности между социофобией и другими психическими расстройствами. Обычно социофобии аккомпанируют заниженная самооценка и депрессия — возможно, из-за дефицита личных взаимоотношений и длительных периодов изоляции, связанных со страхом общения с другими людьми. Пытаясь избавиться от тревоги и депрессии, человек может прибегать к употреблению алкоголя и наркотических веществ, что, в свою очередь, может привести к формированию зависимости. Есть данные, что примерно 20 % больных социофобией страдает также и от алкоголизма. Одно из наиболее часто встречающихся сопутствующих расстройств — это депрессия. В одном исследовании из 14 263 человек, у 2,4 % диагностировали социофобию и из них у 16,6 % выявили также депрессию. Помимо депрессии, у страдающих социофобией часто выявляют: паническое расстройство (33 %), генерализованное тревожное расстройство (19 %), посттравматическое стрессовое расстройство (36 %), злоупотребление веществами (18 %), попытки суицида (23 %). В одном из исследований было отмечено, что у пациентов с коморбидными алкоголизмом, паническим расстройством или депрессией социофобия предшествовала становлению соответствующего расстройства в 75 %, 61 % и 90 % случаев, соответственно.
Хотя в руководстве DSM-IV и говорится, что человек не может быть признан больным социофобией, если его симптомы лучше описываются критериями для расстройств аутистического спектра, таких как синдром Аспергера или аутизм, некоторые люди страдают от обоих недугов одновременно. Одно исследование выявило коморбидность в 28 % между аутизмом и социофобией.
Есть данные, указывающие на взаимосвязь социофобии с биполярным расстройством и расстройством дефицита внимания. Вдобавок, исследования показали, что больные социофобией чаще подвержены развитию гипомании, на фоне приёма антидепрессантов, чем не страдающие социофобией.

## Причины
Исследования, касающиеся причин социофобии, ведутся в широком диапазоне теорий и областей знания — от нейробиологии до социологии. Однако учёным ещё только предстоит выяснить точные причины возникновения социальной тревожности. Текущие данные позволяют говорить о том, что основную роль играет наследственная предрасположенность в комбинации с социальными факторами и факторами окружающей среды.

### Генетические и семейные факторы
Исследователями было продемонстрировано, что риск оказаться в состоянии социальной тревожности увеличивается в 2–3 раза, если кто-либо из ближайших родственников также испытывал или испытывает это же расстройство. Возможно из-за генетического наследования и/или из-за того, что дети перенимают социальные страхи своих родителей в процессе наблюдения за ними. Исследования с участием близнецов, усыновлённых разными семьями, показывают, что если один из них заболевает социофобией, то для другого риск также приобрести это расстройство на 30–50 % выше, чем в среднем в популяции. Исследователи предполагают[прояснить], что родители детей с социофобией сами страдают социальной тревожностью (Bruch and Heimberg, 1994; Caster et al., 1999), и застенчивость, обнаруженная у приёмных родителей, в значительной степени коррелировала с застенчивостью у усыновленных детей (Daniels and Plomin, 1985).
Чрезмерная опека или критика детей в семье также повышает риск развития социофобии.
Параллельно с этими данными, имеются результаты исследований поведенческого ингибирования у новорождённых. Поведенческое ингибирование — не патология, а скорее особенность функционирования нервной системы, при которой индивид более сконцентрирован на себе и опасается окружающего мира. Примерно у 10–15 % людей обнаруживается этот темперамент при рождении, что является фактором риска развития социально-тревожного расстройства (социофобии) в последующей жизни.

### Влияние прошлых эпизодов отрицательного опыта общения
Исследователями было показано, что предыдущий отрицательный опыт социализации может провоцировать развитие социофобии, в особенности у людей с повышенной чувствительностью. Примерно у половины страдающих социофобией была обнаружена чёткая взаимосвязь между психологической травмой, связанной с унизительным или травмирующим социальным событием, и обострением симптомов социофобии. Имеет значение не только личный социальный опыт: просто наблюдение отрицательного опыта других делает развитие социофобии более вероятным. Социальная тревожность также может быть кумулятивным эффектом: невозможность «влиться» в коллектив, неприятие или отвержение сверстниками, долгие годы психологической травли (Beidel and Turner, 1998). Застенчивые подростки и тревожные взрослые в своих резюме особенно подчёркивали, что часто в своей жизни сталкивались с неприятием сверстниками, выраженным в различных формах психологического и физического насилия (Gilmartin, 1987). Одно из проведённых исследований показало, что популярность отрицательно коррелирует с социальной тревожностью, и дети, непопулярные у сверстников, сообщили о более высоких уровнях тревоги и страха быть отрицательно оценёнными, чем контрольная группа. Очевидно, дети с социофобией имеют тенденцию получать меньше положительных реакций от сверстников, что может приводить к появлению избегающего поведения.

## Социофобия и маркетинг
После включения в 1997 году социофобии в список показаний к применению антидепрессанта группы СИОЗС пароксетин, выпускаемого компанией SmithKline Beecham, в США началась рекламная кампания стоимостью в 90 миллионов долларов, в ходе которой потенциальных потребителей убеждали, что социофобия широко распространена и что ею страдает каждый восьмой из взрослых американцев (в действительности социофобия встречается не более чем у 1–2 % людей). Обычные человеческие эмоции в ходе этой кампании трактовались как признак тяжёлого психического заболевания.